# Brachyunguis
Brachyunguis är ett släkte av insekter. Brachyunguis ingår i familjen långrörsbladlöss.

## Dottertaxa tillBrachyunguis, i alfabetisk ordning[1]
- Brachyunguis agriphylli
- Brachyunguis atraphaxidis
- Brachyunguis bahamondesi
- Brachyunguis berezhkovi
- Brachyunguis bicolor
- Brachyunguis bishopi
- Brachyunguis blanchardi
- Brachyunguis bonnevillensis
- Brachyunguis cahuillae
- Brachyunguis calligoni
- Brachyunguis calotropicus
- Brachyunguis cinanchiacuti
- Brachyunguis cuscutae
- Brachyunguis cynanchi
- Brachyunguis flavidus
- Brachyunguis harmalae
- Brachyunguis kaussarii
- Brachyunguis letsoniae
- Brachyunguis lycii
- Brachyunguis nevskyi
- Brachyunguis peucedani
- Brachyunguis plotnikovi
- Brachyunguis rhei
- Brachyunguis salsolacearum
- Brachyunguis saxaulica
- Brachyunguis shaposhnikovi
- Brachyunguis stavropolensis
- Brachyunguis suaedus
- Brachyunguis tamaricis
- Brachyunguis tamaricivorus
- Brachyunguis tamaricophilus
- Brachyunguis tausaghyz
- Brachyunguis tetrapteralis
- Brachyunguis ushari
- Brachyunguis zawadovskii
- Brachyunguis zoijae
- Brachyunguis zygophylli